# История японской кухни
- Японское карри с говядиной
- Кухня кайсэки, сад Гофусо[яп.]

- Японский чай маття с данго
- Современный завтрак в традиционном стиле: миска белого риса, мисо-суп, рыба, сырое яйцо, свежий лук, натто

История японской кухни начинается в доисторические времена. Древнейшие обитатели Японских островов питались в основном орехами, желудями, морепродуктами и мясом кабанов и оленей, эти продукты запекали и варили в керамических сосудах.
В III веке в Японию пришло поливное рисоводство. Рис стал важнейшим продуктом питания, составлявшим почти весь рацион крестьянства долгие века. При этом ни молочное, ни мясное животноводство на архипелаге не развивалось. Из риса варят кашу, его варят в воде и на пару́, причём клейкий рис ассоциируется с праздничными датами. Также в ранней японской кухне была распространена ферментация рыбы. Из-за особенностей климата единственным сырьём для производства алкоголя в Японии был тот же рис; японские алкогольные напитки, таким образом, представлены прежде всего саке, которое пили примерно с V века, и крепким сётю, появившемся спустя тысячу лет.
Становление японской кухни относится к VI—XVI векам. В первой половине этого периода в Японии ощущалось сильное китайское влияние, благодаря которому в страну попали палочки для еды, чай, тофу, несколько видов лапши и другие блюда. Помимо этого, китайское (а точнее, буддийское) влияние стало важным фактором предпочтения вегетарианской или пескетарианской диеты, а возвышение самурайского класса во второй половине этого периода предопределило стремление к эстетике простоты.
В XIII столетии популярность чаепития в Японии лавинообразно увеличилась. Появилась чайная церемония, развитие которой привело к усовершенствованию керамической посуды, что, в свою очередь, повлияло и на традиции сервировки стола и заложило основы элитарной кухни кайсэки. Также чайная церемония начала традицию сервировки сезонных продуктов, популярную и в XXI столетии. Торговля с европейцами, начавшаяся в XV веке, принесла в Японию множество новых овощей, сладостей, рецептов и технологий, изменивших японскую кухню.
Период Эдо стал временем трансформации японской кухни: отсутствие иностранного влияния ввиду запрета контактировать с иностранцами, обогащение торгово-ремесленного класса и бурный рост крупнейших городов (Эдо, Киото и Осаки) привели к созданию яркой самобытной культуры общепита: появились о-тяя, идзакая, столовые, где можно было недорого поесть лапши, суши или угря. Большую популярность в это время завоевал соевый соус, благодаря ему сформировался современный принцип японской кулинарии: «лучший способ приготовления — не готовить». Появилось множество кулинарных книг и путеводителей по лучшим ресторанам.
После начала международной интеграции в Японию с новой силой устремились новые продукты и кулинарные техники. Сильно выросло потребление мяса, молока и рыбы, начали есть хлеб и пить молоко. Появилось множество блюд «европейской» и «китайской» кухонь, произведённых в Японии или сильно адаптированных; такие блюда как рамэн и карри получили статус национальных. Японская кухня стала популярна за границей.

## Палеолит и период Дзёмон (до 400 года до н. э.)
Географическое положение Японии предопределило её историю: относительная близость Китая обусловила попадание в синосферу, однако островное положение несколько изолировало её от прямого влияния с континента. Люди начали заселять Японский архипелаг в палеолит, во время оледенения, когда туда ещё можно было попасть посуху. Древнейшие места стоянок людей в Японии датируются 30—10 тысячами лет назад, однако о диете древнейших японцев мало что известно ввиду плохой сохранности органических остатков. Анализ поверхности каменных инструментов показывает, что предки японцев охотились на слонов Науманна. Они готовили пищу на камнях, которые клали поверх костров, и в земляных печах.
Примерно в 8000 году до н. э. в Японии началось потепление и увеличение влажности. Хвойные деревья отступили на север, их место заняли леса умеренного пояса; крупные млекопитающие исчезли, холодноводные виды рыб также ушли на север; подъём уровня моря отделил Японские острова от континента. Люди в это время постепенно перешли от кочевого к оседлому образу жизни. Основу их рациона теперь составляли богатые углеводами грецкие орехи, жёлуди и каштаны, а также мясо оленей и кабанов, рыба и морепродукты. Дополнительным подтверждением преимущественного употребления орехов является плохое состояние зубов дзёмонских людей: если бы их рацион включал преимущественно белковую пищу, найденные археологами зубы были бы намного здоровее.
Появление керамики ознаменовало окончание палеолита и начало неолита, именуемого в Японии период Дзёмон. Дзёмон (яп. 縄文 дзё:мон) буквально означает «знаки верёвок», то есть, верёвочные орнаменты, которыми украшали первую японскую керамику. Керамические сосуды позволили варить пищу и шире использовать овощи и орехи, особенно горькие: при варке и вымачивании горечь уходит. Люди Дзёмона начали есть конские каштаны; их употребление требует температурной обработки с щёлочью (вероятно, пеплом). Орехи представляли собой высокоурожайный и питательный продукт, позволивший Японии прокормить в десять раз больше населения, чем охота. Их перетирали в пасту и запекали либо варили, а также варили с рыбой, мясом, овощами или морепродуктами. Обилие огромных раковинных куч позволяет предположить, что среди морепродуктов японцы больше всего употребляли моллюсков: хамагури, ясари, сиофукигай и другие.
В поздний Дзёмон (2000—400 годы до н. э.) японцы начали вываривать соль из морской воды и выпаривать её с помощью водорослей. Солёную воду лили сверху на водоросли, которые затем высыхали, после чего их сжигали. Кроме соли доисторические японские блюда приправляли японским перцем.
Наступление неолита в Японии не привело к одомашниванию скота и активной культивации земли, как в других частях света. Всего 15 % японских земель пригодно для возделывания. Колыбелью японской цивилизации является обширная равнина Кинки, где стоят Киото и Осака, однако остальная пахотная земля находится в речных долинах. Японцы выращивали корнеплоды (таро, луковицы лилий), гречиху, пшеницу, просо или могар, маш, периллу и японские тыквы с III тысячелетия до н. э., но площади посевов весь Дзёмон оставались очень скромными. Единственное одомашненное дзёмонцами животное — собака, помогавшая охотиться на кабанов и оленей. Процветало и рыболовство; рыбу ловили на костяные крючки, гарпунами и сетями, затем варили и сушили на солнце, либо коптили, запасая впрок. Эти технологии сохраняются в Японии и в XXI веке: сушка на солнце именуется намарибуси, а копчение — кацуобуси; последнее используется для приготовления даси, но в древности копчёного тунца ели и просто так.
- Средний Дзёмон. Жилище. Госёно[англ.]
- Дзёмонская семья у очага, Саннай-Маруяма
- Украшения из раковин, Хигасимё[яп.]
- Кацуобуси

## Периоды Яёй — Кофун (400 год до н. э. — 500 год)

### Начало рисоводства
В конце периода Яёй, в III веке до н. э. произошло самое значительное событие в истории японской кулинарии: в Японию пришло поливное рисоводство. Рис навсегда занял важнейшее место в системе ценностей японского народа и на два тысячелетия стал основной единицей японской экономики: налоги с крестьянства собирали рисом до конца XIX века. Государственный контроль производства и потребления риса сохраняется и в XXI веке, что отражает важность этого продукта питания и бесперебойного снабжения им населения. Императоры и императрицы Японии с древнейших времён принимали участие в ритуальной посадке риса и молились за сохранность его урожая; эта традиция также сохраняется и поныне. Высокая пищевая ценность риса и обилие в нём белка позволила не полагаться на мясное и молочное животноводство, для которого климат Японских островов плохо подходит. Рис позволял есть намного меньше мяса, чем, например, европейская хлебная диета. С периода Яёй и далее жертвоприношения животных в Японии почти никогда не проводились. Рис безраздельно доминировал на японских столах с III века и вплоть до 1960-х годов.
Дикий рис в Японии никогда не рос, его одомашнили либо на Индийском субконтиненте, либо на юге Китая, а затем привезли на остров Кюсю. Помимо риса в это время в Японии выращивали просо и могар, ячмень, пшеницу, ежовник; сою, адзуки, персики, японские тыквы и дыни. Острова Рюкю и Хоккайдо при этом ещё долго сохраняли охотницко-собирательское устройство.
Китайская хроника Книга Вэй содержит первые описания социально-экономического устройства предков японцев, «народа ва», а также первое описание их диеты: там сообщается, что в Японии III века «некоторые люди занимаются ловлей рыбы и моллюсков», «выращивают рис и просо», «сырые овощи едят круглый год», «выращивают имбирь, цитрусовые и перец, но не знают, как использовать их в кулинарии», «едят пальцами из плоских мисок», «любят выпить». В это время (период Кофун) японские земли консолидировались под властью Ямато.
Все основные методы приготовления риса появились именно в этот период. Варка в большом количестве воды с пакетом низкокачественного зелёного чая даёт кашу «тягаю»; варка в чётко отмеренном количестве воды, сперва на большом огне, а затем на малом не позволяет рису разбухать сильнее, чем нужно, и даёт слегка клейкий рис, который считается в Японии наилучшим; наконец варка на пару́ предпочтительна для клейкого риса, который в Японии употребляют в основном на праздники. Первые два способа использовались ещё в период Яёй, а варка на пару́ появилась в период Кофун и стала основным методом приготовления риса на много веков, до XIII столетия. Традиция поедания клейкого риса на праздники скорее всего имитирует этот более древний этап японской кулинарии.
Белый очищенный от оболочки рис всегда считался в Японии более ценным продуктом, чем бурый, что привело к широкому распространению в Японии болезни бери-бери, развивающейся от недостатка витамина B1, который содержится в рисовых отрубях. Её именовали «болезнь Эдо», а больных отправляли в глубинку, где менее тщательно шлифованный рис позволял им подлечиться.
- Тягаю
- Кадка варёного риса
- Праздничная лепёшка из клейкого риса, кагами-моти

### Алкогольные напитки
Алкоголь фигурирует во множестве японских мифов, однако точно не известно, готовили ли люди Дзёмона алкогольные напитки; содержание сахара в японских фруктах низкое из-за мягкого климата, и для ферментации они плохо подходят, из-за чего фруктового вина в Японии не делали вплоть до начала модернизации в XIX столетии. В Книге Вэй указывается, что японцы пили много алкоголя уже в III веке, но что это был за напиток, неизвестно.
В V веке кореец, названный в хронике Сусукори, подал к императорскому столу алкогольный напиток, приготовленный с помощью плесневого грибка, живущего на рисе, кодзи, однако нет причин считать, что до него ферментация риса этим грибком была неизвестна. В Китае её использовали задолго до того, как рис попал в Японию, и скорее всего кодзи попал на Японские острова в то же время, что и рис. Японское производство алкогольных напитков отличается от китайского и корейского тем, что для него используется только рис; другие злаки и кодзи, растущий на пшенице, в нём не применяют.
Древнейшие письменные упоминания производства саке датируются IX столетием: жители деревни собирались вместе, жевали рис, что позволяло ферментам слюны превратить крахмал в сахар, а затем выплёвывали в общую ёмкость, где сусло бродило. Со временем слюну заменил кодзи, который также используют для производства соевого соуса и пасты мисо.
- Женщины с веялкой и веером, мужчина с деревянным молотом
- Рис, заражённый кодзи

### Ферментированные блюда
Одним из самых популярных соусов к рису до недавнего времени была сиокара, паста из морепродуктов или рыбы, ферментированных в соли вместе с внутренностями. В XXI веке её употребляют почти исключительно вместе с саке, но в доиндустриальной Японии она была крайне популярна из-за лёгкости приготовления и хранения. Этот метод приготовления морепродуктов распространён по всей Восточной и Юго-Восточной Азии. Другое похожее блюдо, ранее известное по всей Японии, но потерявшее популярность, — рыбный соус. Исторически употребление рыбной пасты и рыбного соуса охватывало все регионы, где рис выращивался заливным методом. Первое упоминание сиокары относится к 694—710 годами, его обнаружили на табличке, описывавшей налоговые поступления в столицу Фудзиваракё.
Другой вид ферментированной рыбы — нарэдзуси (яп. なれ鮨) — готовят, закатывая приготовленный рис вместе с солёной рыбой в контейнер; рис начинает ферментацию, после чего рыбу можно хранить не менее года. Перед употреблением нарэдзуси рис выбрасывают. Этот способ является прямым предком современных суси, он известен по всему бассейну Меконга, откуда попал в Китай и затем Японию; он превалировал в Японии вплоть до XIX века.
- Сиокара
- Рыбный соус: сётцуру (Акита) и исиру (Ното)
- Нарэдзуси из карпа[англ.], живущего только в озере Бива

## Становление японской кухни: периоды Асука — Муромати (593—1568)
С кулинарной точки зрения этот тысячелетний период представляет собой единый этап становления национальной кухни, который разделяют на две половины: первую, 593—1192 годы, когда японское государство было централизовано и управлялось по китайскому образцу, и вторую, во время которой японская аристократия потеряла верховенство власти; её захватили военные-самураи во главе с феодалами даймё, над которыми стоял сёгун. Вместо единого государства Япония стала представлять собой совокупность полунезависимых княжеств.
В начале этого периода кухня была ещё очень проста, что известно по описаниям придворных банкетов: даже аристократия пировала горами разноцветного риса, украшенного просом, и несложными блюдами. Кухня стала быстро усложняться благодаря контактам с Китаем.
Захват власти самураями привёл к тому, что императорская семья сохранила только церемониальную роль, утеряв все полномочия; придворные банкеты также сфокусировались на внешней стороне кулинарии, а вкус и питательная ценность подаваемых блюд перестали приниматься во внимание. Сами самураи же обычно были выходцами из крестьянства, чуравшимися роскоши и формальностей. Именно им японская культура обязана традицией стоицизма, в противовес эпикурейству аристократов, а затем — и разбогатевшего торгового класса.

### Иностранное влияние
Хотя китайское влияние на Японию в это время было очень велико, в отличие от Кореи и Вьетнама, Япония никогда не была китайским вассалом ввиду географической изоляции. Китайское влияние обычно достигало Японии через Корею, и все заимствованные элементы китайской культуры попадали в страну вне контекста, благодаря чему японская культура переосмысляла их и адаптировала под себя. Кроме того, с 600 по 834 год Япония регулярно посылала в Китай учёных и монахов, которые постигали китайскую культуру и закупали там товары, а затем возвращались домой с новоприобретёнными знаниями и материальными объектами. Так в Японию попали «китайские пироги» (яп. 唐菓子 то:гаси): моти, подаваемые между двумя листьями камелии (яп. 椿餅 цубаимоти), крекеры сэмбэй, косички из пшеничного теста сакубэй и другие. Из Китая в Японию привезли палочки для еды и чай, а из Кореи в Японию попала паста из ферментированных соевых бобов, мисо.
Традиция употребления чая со сладостями пришла в Японию из Китая через дзэн-буддизм. Вместе с традицией третьего приёма пищи в обед она заложила фундамент японской чайной церемонии и кухни кайсэки. При этом следует учитывать, что расцвет чаепития в Японии произошёл позже; первые два века чай пили как лекарство и для медитации.
За два года до окончания периода Хэйан (1183) в Японии впервые упомянули тофу, также привезённое из Китая. В это же время из Китая в Японию попали фу — лепёшки из пшеничной клейковины и юба, уваренное соевое молоко; все эти продукты были важным источником белка для монахов-вегетарианцев. Постепенно они распространились и среди мирян.
Иммигранты из Кореи часто оказывались в авангарде технологического развития в Японии ещё в период Кофун. В VII веке поддержанное Японией корейское королевство Пэкче проиграло в борьбе за власть над Корейским полуостровом королевству Силла, которое поддержал танский Китай; в результате в Японию устремилась новая волна корейской эмиграции. Благодаря им в Японию попали буддизм и керамика суэ; буддизм повлиял на кулинарию своим отрицательным отношением к употреблению мяса, а керамика суэ послужила основой для развития собственной керамической традиции.

### Употребление мяса и молока
Отсутствие привычки к употреблению мяса у японцев до XIX века объясняется тем, что ни один из соседних народов не выращивал скот для молока и мяса. Также важно отметить влияние буддизма и синтоистских запретов на кровопролитие.
Буддийские запреты на употребление мяса известны в Китае и Корее, но они соблюдались не очень строго и в основном касались монахов. В Японии первый законодательный запрет такого рода выпустил Император Тэмму в 675 году, и он не распространялся на самые популярные виды мяса: кабанов и оленей. Мясо собак, обезьян, кур и крупного скота вроде коров и лошадей в это время почти не использовалось в пищу.
Несколько запретов на убийство животных выходило в период Нара в VIII столетии, например, Императрица Кокэн полностью запретила убивать животных на протяжении 752 года. Примерно с X века, как среди духовенства, так и у мирян, поедание мяса считалось грехом. Запрет распространился и на синтоизм: стало считаться, что после поедания мяса некоторое время нельзя справлять синтоистские ритуалы и посещать святые для синтоизма места, такие как Храм Исэ. В то же время в основном японцы не избегали ни морепродуктов, ни рыбы (к которой причисляли и китов). Употребление мяса млекопитающих в большинстве случаев ограничивалось случаями болезни и царской охоты. Известна практика «лечебной трапезы», во время которой употребляемое мясо иносказательно именовали сакурой (конину), клёном (оленину) и пионом (мясо кабана). К концу XVI века в Японии установился запрет на поедание мяса одомашненных животных.
Наиболее раннее упоминание употребления молока в пищу в японских хрониках относится к 750-м годам: китаец Дзэнна подал молоко к столу императрицы Кокэн, а она в ответ жаловала ему звание придворного врача. Молочных коров выращивали при дворе, из молока готовили со (вероятнее всего со представлял собой затвердевшие молочные пенки, аналогично монгольскому уруму, өрөм). Общее количество коров при этом не превышало 1500. После исчезновения придворной культуры в XII веке молочные продукты перестали употреблять вовсе вплоть до XX столетия.

### Лапша
Ещё один продукт, попавший в Японию из Китая — лапша. Это произошло в VIII столетии, скорее всего, первым в Японию попал сомэн, тогда называемый сакубэй. Сомэн — относительно сложная в производстве лапша, вероятно, её делали специалисты или умелые крестьяне. Сомэн до сих пор ассоциируется с летом и жарой, его подают с ледяной водой и соевым соусом, с васаби, маринованным имбирём и зелёным луком.
Удон также пришёл в Японию из Китая, но позже: в XIV веке; его легче производить, чем сомэн. Соба из гречишной муки появилась в Японии в 1574 году. Гречиху мололи в муку и раньше, но из неё обычно варили кашу.
Удон и соба стали самыми распространёнными в Японии видами лапши; удон предпочитают в западной части, а собу — в восточной.
- Сомэн в летней сервировке
- Удон
- Соба

### Праздничные продукты
Каждые 20—30 дней в японском обществе наступали священные дни «харэ» (яп. 晴れ). Главным лакомством праздников были кагами-моти, две большие лепёшки из рисовой муки, положенные друг на друга. В отсутствие водяных мельниц моти, как тофу, так и лапша, требовали затрат большого количества сил на ручной помол муки, и поэтому в деревнях их готовили только к особым датам. При этом традиция требовала, чтобы даже самые бедные крестьяне могли на праздниках вдоволь наесться белого риса, а также чтобы все сильно напились саке. Многие буддийские праздники и праздничные блюда пришли в Японию из Китая вместе с лунно-солнечным китайским календарём, использовавшимся с 553 года до конца XVII века.
Даты приведены по Григорианскому календарю, они отстают от традиционного японского календаря примерно на месяц.
1 января — Новый год. Важнейший праздник года, посвящённый будущему урожаю. На Новый год готовят большие кагами-моти, которые едят с 1 по 7 января, рыбный суп дзони с клёцками из моти и листовыми овощами. В прошлом перед тем, как поесть дзони, японцы пили саке, настоянное на лечебных травах (это китайская традиция).
7 января — Праздник семи трав, заимствованный из Китая. На него принято употреблять рисовую кашу с семью травами (яп. 七草粥 нанакуса-гаю).
3 марта — Праздник кукол, также китайского происхождения. Примерно с IX столетия на этот праздник стало принято есть полынные моти в форме ромба, получившие название хиси-моти.
Около 21 марта — Хиган, буддийский праздник равноденствия. В этот день принято есть сладости (особенно ботамоти) и пить чай; ввиду того, что праздник связан с буддизмом, рыбу и саке на Хиган не употребляют.
5 мая — Праздник детей, на него готовят тимаки (яп. ちまき), японские цзунцзы, а также касива-моти, завёрнутые в дубовые листья.
7 июля — Танабата, в этот день употребляют летние продукты: дыню и сомэн.
15 августа — О-бон, буддийский день духов предков. В прошлом — второй по важности праздник года. В этот день принято воздерживаться от рыбы и мяса и есть фрукты, овощи, моти, сомэн, данго.
Сентябрьские и октябрьские полнолуния — дни подношений еды: в сентябре принято жертвовать таро, в октябре — зелёные соевые бобы.
Помимо этого в каждом сообществе отмечались собственные праздники, мацури, обычно связанные с сельскохозяйственными ритуалами; в эти дни употребляют морепродукты: сасими и рыбу «тай» из семейства спаровых. Также отмечались: рождение ребёнка, достижение совершеннолетия, свадьба, 60-й день рождения; во все эти дни принято есть моти и сэкихан. Похороны в Японии ассоциированы с буддизмом, поэтому похоронные трапезы обычно вегетарианские.
- Подношение кагами-моти в Храме Мэйдзи
- Нанакуса-гаю
- Тимаки

### Сервировка стола и приборы
Первые обнаруженные в Японии палочки для еды использовали в Хэйдзё-кё, столице Японии в 710—784 годах. Палочки были найдены исключительно во дворце и придворных территориях, из чего можно сделать вывод, что простой народ продолжал есть руками. В Нагаокакё (столица в 784—794 годах) палочки уже находят и в жилых кварталах. Исторически в Китае супы, рис и другие крупы ели ложками, эта традиция сохранилась и в Корее. В Японии ложки не имели популярности среди простого народа, так как суп принято пить прямо из пиалы. Японский этикет поедания риса отличается и от корейского, и от китайского: в Корее не принято поднимать миску с рисом ко рту, это считается «нищенской» привычкой; в Японии же не принято есть из тарелки, стоящей на столе; китайскую привычку сгребать рис палочками в рот в Японии воспринимают как дурные манеры.
Отсутствие среди столовых приборов ножей означает, что продукты нужно резать на достаточно мелкие для подхватывания палочками кусочки ещё на кухне. Также это предопределило выбор посуды: в Японии пищу подают в небольших плошках, а не на блюдах, так как из них удобнее брать еду палочками. До недавнего времени при подаче на стол общего блюда, раздача в индивидуальную посуду происходила особыми общими палочками во избежание ритуального загрязнения пищи личными столовыми приборами. В то же время многие церемонии включают поочерёдное питьё саке из одного и того же сосуда: гигиенические соображения не играют здесь роли, запрет использования личных палочек полагается на синтоистские понятия о чистоте.
В отличие от Кореи и Китая, где люди в основном ели за общими столами, разделёнными по полу (в Корее — и по возрасту) по конфуцианской традиции, в Японии приём пищи осуществлялся всеми членами семьи вместе, с подносами (яп. 折敷 осики) на коленях, а в богатых домах — за индивидуальными столиками, на каждом из которых стояло одно блюдо. Крупные банкеты включали несколько столиков для каждого гостя.
Придворные банкеты в период Хэйан включали в основном дичь и рыбу, овощи подавали в очень скромных количествах (видимо, потому что они считались менее ценными продуктами). Перед каждым гостем располагались рис, суп, палочки для еды и ложка, а также четыре миски, три со специями (соль, уксус, ранний вид соевого соуса хисио) и одна пустая для смешивания. Подаваемые блюда разделялись на химоно (яп. 干物, «сухие»), намамоно (яп. 生物, «свежие»), кубоцуки (яп. 窪坏 «маринованные») и каси (яп. 菓子 сладости). Большинство блюд требовало минимальной обработки и подавалось холодными.
- «Сухие» продукты включали нарезанные тонкими ломтиками сушёную рыбу и мясо (лосося, фазана), варёное на пару и затем сушёное морское ушко или осьминога.
- «Свежие» — рыбу (карпа, тай, лосося, форель), морепродукты и птицу, подаваемые сырыми с уксусом или жареными на гриле.
- «Маринованные» — выдержанные в соли асцидии, сиокара, медуза или рыба в уксусном соусе (аэмоно).
- Сладости — китайские пироги «тогаси», орехи (кедровые орехи, сушёные каштаны, жёлуди), фрукты (ююба, гранат, персик, умэ, хурма, юдзу)[74].

После приёма пищи следовал банкет с саке, на котором подавали горячие супы, суп с лапшой «контон», фаршированную орехами, а затем жареную на гриле рыбу и другие блюда. Формальная обстановка первой части банкета контрастировала со свободной атмосферой второй.
В конце периода Хэйан самурайским сословием были заложены основы сервировки хондзэн-рёри, глубоко повлиявшей на японскую кухню. Ранние сёгуны запрещали своим самураям подражать манерам аристократии и гордились своим простым нетребовательным стилем жизни. Самурайские банкеты также были намного проще придворных: так, новогодний стол сёгуна в начале XIII века включал сушёное морское ушко, аэмоно из медузы, умэбоси, рис, соль и уксус.
- Современная сервировка стола
- Подносы «осики» на свитке неизвестного автора

### Приготовление пищи
К IX веку в Японии уже использовали все основные кулинарные техники: жарение на гриле, варение на медленном огне, на пару, приготовление заливных блюд, подача сырой рыбы с соусами на основе уксуса, овощей с соусами (аэмоно) и засаливание овощей. Жарение на масле практически отсутствовало: в отсутствие молочного животноводства животные жиры в японской кухне не применялись, а овощное (прежде всего, кунжутное) масло было очень дорого в производстве и применялось только как приправа. Единственным исключением были китайские десерты — «тогаси»: их жарили в кунжутном масле во фритюре. Многие китайские кулинарные техники вроде пассерования в Японию не проникли, так как появились после того, как постоянный контакт между Китаем и Японией прекратился. Отсутствие жарения в масле привело к тому, что европейскую кухню в XIX веке японцы воспринимали как тяжёлую и слишком жирную.
Начиная с периода Камакура холодные блюда постепенно сменились тёплыми и горячими; жарение на гриле уступило варке на медленном огне; рис также стали варить в воде вместо пара. Вошли в обиход металлические горшки и прочные глазурованные керамические изделия. В монастырях появилась кулинарная традиция сёдзин рёри, включавшая варку овощей с пастой мисо и использование воды, в которой варились водоросли, в качестве бульона для варки овощей, а также соусы из давленного в ступке кунжута и грецкого ореха. К XV столетию мисо готовили по всей Японии.
В Записках у изголовья Сэй-Сёнагон подмечает, что прибывшие для ремонта дворца рабочие едят необычно: сперва они полностью выпили суп, затем съели все овощи, а после этого взялись за рис; очевидно, что придворные манеры предполагали чередование блюд. До XIII века знать принимала пищу два раза в день, в 1221 году император уже ел трижды в день.
- Копия эмакимоно XVI века Сюханрон эмаки[фр.]. Приготовление трапезы; Кано Мотонобу

## 1500—1641 годы
В эти годы японское общество перешло к феодализму: в 1392 году вновь появилось централизованное правительство (сёгунат Муромати), однако сёгун был не в состоянии осуществлять общий контроль за всё более независимыми даймё. В это время произошло несколько технологических усовершенствований в сельском хозяйстве, которые позволили расширить посевные площади и улучшили сорта сельскохозяйственных культур. Корейский посол так описал общее состояние японской экономики в 1420 году: «Крестьяне в Японии сеют ячмень и пшеницу осенью, а в начале лета следующего года собирают урожай, затем сажают заранее подготовленные проростки риса, которые пожинают в начале осени, а также сажают гречиху, которую пожинают в начале зимы. Они собирают три урожая с единственного участка плодородной земли, строя на реках дамбы, заливая поля, а затем отводя воду и осушая их».
Сёгуны отрицательно относились к торговым и ремесленным гильдиям, считая их неподконтрольной формой организации подданных, и строили у замков рынки, на которых поощрялась свободная торговля. После того, как в Японию из Португалии попало первое огнестрельное оружие, сёгунат Муромати переориентировался на сотрудничество с Португалией, поставлявшей, среди прочего, новые для японцев специи. Даймё и богатые торговцы стали и сами посылать колонистов в Юго-Восточную Азию; их число оценивается в 100 000 человек или более.
В этот период в Японии впервые появились европейская тыква, сладкий картофель, кайенский перец, табак и виноградное вино; драгоценный до того сахар стали импортировать в больших количествах, что привело к созданию множества новых сладостей. В Рюкю попали описания дистилляции спирта, и там началось производство авамори. Тоётоми Хидэёси дважды пытался захватить Корею, однако объединённые корейско-минские войска дали ему отпор. Несмотря на это, он захватил в плен множество ремесленников, в том числе гончаров, которые значительно усовершенствовали японскую керамику, нашли каолин на Кюсю и начали производство японского фарфора. В XVII веке из Китая были ввезены свиньи, но вплоть до XX столетия их выращивали только на Кюсю.
Конец XV — начало XVI века были временем появления эстетической концепции ваби и множества видов искусств: театров но и кёгэн, икэбаны, а также чайной церемонии. Был сформулирован застольный этикет и правила сервировки. Несмотря на суровый аскетизм самурайской культуры, даймё стремились не только к демонстрации военной мощи, но и к искусствам и культуре, устраивая поэтические чтения и чаепития.
Конец этой эпохи наступил после того, как сёгун почувствовал угрозу в растущем влиянии христианства и запретил его, установив политику изоляционизма и запретив также торговлю со всеми западными странами, кроме Нидерландов.

### Чай
Хотя чай появился в Японии в начале периода Хэйан, его популярность оставалась заключена в узком кругу любителей китайской культуры. Чайные листья тогда фасовали в брикеты и подвергали ферментации, что не подходило японскому вкусу. Поворотный момент в истории чая наступил в 1214 году. Дзэнский монах Эйсай, культивировавший чай у себя в монастыре, подал чайный напиток сёгуну Минамото-но Санэтомо, страдавшему похмельем. Чай немедленно улучшил его состояние. Затем Эйсай выпустил трактат «Записки о питии чая для питания жизни» (яп. 喫茶養生記) и отправил его сёгуну. Эйсай распространил новую технологию приготовления зелёного чая-маття, который не подвергался ферментации и намного больше нравился широкой публике. За XIII столетие привычка к чаепитию проникла во все слои японского общества.
В XIV веке появились чайные вечеринки тотя, во время которых участники старались угадать, откуда происходит тот или иной поданный им чай, а также пили саке, ели лапшу и фрукты, наслаждались танцами и произведениями искусства, которыми был украшен банкетный зал — общая структура тотя отдалённо напоминала хэйанские банкеты. Спустя двести лет, в конце XV века, в осакском портовом городе Сакаи в среде торговцев возникла более созерцательная традиция чаепития вабитя, обстановка которой черпала из дзэнской традиции и, напротив, подчёркивала непритязательность и отстранённость участников от мирских забот. Мастер вабитя Сэн-но Рикю имел колоссальное влияние на всю японскую чайную традицию, к нему восходят истоки нескольких современных чайных школ. Употребление чая в вабитя превратилось в способ отрешения от повседневности, во время которого можно отбросить социальные условности и посвятить это время тому, чтобы освежить свой ум и дух. Внимание уделяется всем аспектам церемонии, включая обстановку, посуду и узоры на салфетках.
Чайная церемония в том виде, в котором её зафиксировал Сэн-но Рикю, во многом повторяет вечеринки тотя; она начинается с лёгкого ужина кайсэки, который должен не насытить, а лишь подготовить к приёму густого чая. Рикю яростно порицал излишества во время церемонии, считая идеальным ужин из мисосиру, миски риса и трёх закусок; обычно к чаю подают мукодзукэ (яп. 向付け, салат с уксусом или сырую рыбу), нимоно (яп. 煮物, овощи, варёные с рыбой или птицей) и якимоно (яп. 焼き物, рыба на гриле). К трапезе могут подавать саке, за этим следует десерт. После десерта гости покидают помещение и выходят в сад, в то время как хозяин готовит чай и меняет свиток в токонома. Первым подают густой чай (яп. 濃茶 койтя), затем — более жидкий слабый чай (яп. 薄茶 усутя). В некоторых случаях церемония завершается распитием саке в другой комнате.
Этот вид церемонии сильно повлиял как на развитие японской кулинарии, так и на искусство Японии в целом. Чайные сады стали образцом ландшафтного дизайна, чайные домики — архитектуры; свитки и композиции из живых цветов, украшающие комнату, повлияли на живопись, каллиграфию и икэбану, а столовые принадлежности — на развитие металлообработки, лакового искусства и гончарного дела. Кайсэки в XXI веке остаётся самым изысканным видом японской кухни. Чайная церемония дала японской кухне интерес к сезонности и неидеальности.
- Копия эмакимоно XVI века Сюханрон эмаки[фр.]. Приготовление чая
- Чайная чашка стиля тэммоку, 1530—1550-е годы
- Чай маття и сладости
- Копия гравюры 1632 года; приготовление чая
- Современное аскетичное помещение для проведения чайной церемонии

### Влияние «южных варваров»
В Японии унаследовали китайский взгляд на окружающие народы, и прибывших с юга португальцев и испанцев стали называть «намбан», то есть «южными варварами». Блюда, появившиеся под португальским и испанским влиянием, называли намбан-рёри (яп. 南蛮料理) кухня южных варваров. Нидерландцев и англичан, прибывших позже и исповедовавших протестантизм, а не католицизм, называли иначе: «рыжеволосые» (яп. 紅毛人 ко:мо:дзин).
Первые иезуиты оставили следующие воспоминания о японской кухне:

Обычно мы не ели ни рыбы, ни мяса. Это безусловно было нелёгким испытанием. Хотя Отец весь день проводил на ногах в холод и снег, в трактире нам подавали лишь немного риса, который приготовили в простой воде, и маленький кусочек солёной рыбы, иногда варёной или жареной на гриле, ужасного вкуса, и миску дурно пахнущего овощного супа. Отец отдавал нам свою рыбу, и так как ничего больше у него не было, он ел лишь горстку риса и суп.
— Луиш Фроиш. 日欧文化比較 c. 1590. 1982:94—95; цит. по Ishige 2011
Важнейшим последствием торговли с «южными варварами» стало распространение в Японии овощей из Нового света, в особенности батата. В западных регионах страны, не подходящих для выращивания риса из-за климата и низкой плотности населения, батат стал обеспечивать пищей до 60 процентов населения. Также в этот период в Японию впервые попала тыква, названная «каботя» (яп. かぼちゃ) по стране, откуда её импортировали, — Камбодже. Тыква также стала популярным ингредиентом японской крестьянской кухни, её добавляли в мисосиру, а также варили с соевым соусом и мисо. Кайенский перец, ввезённый португальцами в 1542 году, вошёл в состав популярнейшей смеси острых приправ, ситими-тогараси.
Первые обращённые в христианство японцы начали есть мясо вместе с иезуитами. В Нагасаки и Хирадо, где «южные варвары» часто бывали, популярность мяса выросла среди всех слоёв населения. Также в этих городах стали выпекать хлеб, причём местные жители ели его на десерт. После запрета христианства в 1612 году поедание говядины и хлеба также было запрещено.
Рецепты португальской и испанской кухни, попавшие в Японию, подгоняли под местные обычаи: молоко и сливки из них убирали, вместо дрожжей в тесто добавляли амадзакэ, мясо заменяли на рыбу и так далее. К примеру, пикадо превратилось в хикадо (яп. ヒカド), и вместо рагу, предварительно поджаренного на масле, представляет собой обжаренные с соевым соусом кусочки тунца. Распространённое на западе Японии название гаммодоки — «хирёдзу» — происходит от португальского или испанского «фильос». Тэмпура, вероятно, также происходит от португальского рецепта. Ещё одно блюдо, адаптированное из кухни «южных варваров», — ниватори-но мидзутаки (яп. 鶏の水炊き), курица, варёная с дайконом, мисо и овощами.
«Варварские» десерты снискали в Японии бо́льшую популярность, чем первые и вторые блюда. Хотя выпекание пирогов и тортов в Японии было затруднено в отсутствие домашних печей, в японскую кухню вошли кастелла, касудосу (castella doce), таруто (в Эхиме), компэйто, карумэра, арухэйто и кэйран-сомэн.
Хотя после полной изоляции нидерландские купцы продолжали регулярно заходить в порт Нагасаки ещё двести лет, ввиду запрета на общение с простыми людьми голландская культура совершенно не повлияла на японскую.
- Португальское пикадо
- Свинина, варёная с бататом, блюдо окинавской кухни
- Варёная тыква
- Кастелла

### Приготовление пищи и сервировка стола
Повседневная пища продолжала оставаться неизменной вплоть до XIX века: рис, суп и несколько небольших блюд с гарнирами. Поднос «осики» заменили небольшие столики, пищу стали подавать с расчётом на то, чтобы можно было попросить добавки, а не выкладывая всё приготовленное в посуду сразу. Традиция есть обед была принята самурайским сословием в XVII столетии, и к концу века все японцы ели три раза в день.
Наиболее богатые обеды включали рис, два супа и семь гарниров, однако известен банкет с восемью супами и 24 гарнирами. В этом случае каждому гостю ставили несколько столиков с блюдами. Этот стиль сервировки известен под названием хондзэн-рёри, он развивался в XIII столетии, стал официальным стилем придворных званых обедов в период Муромати (1392—1568), после чего распространился среди простого народа и оставался главным стилем сервировки на важных приёмах пищи вплоть до середины XX века. Вся посуда в хондзэн-рёри должна быть лаковой, и во многих известных домах даже в XX веке хранились огромные наборы лаковых мисок и тарелок. Со временем от хондзэн-рёри отпочковалось несколько кулинарных школ, правила в которых постепенно усложнялись; к примеру, какой способ разрезания рыбы уместен к определённому событию, определяли путём сложных философских рассуждений.
В противовес этой всё более громоздкой системе появилась кухня кайсэки. Для неё использовалась керамическая (а не деревянная лакированная) посуда, в ранние годы существования кайсэки это зачастую была простая низкотемпературная керамика, которую после банкета выбрасывали. Использование керамической посуды ввели мастера чайной церемонии, покровительствовавшие гончарам и ценившим качественную продукцию, что привело к бурному развитию японской керамики. Основной фокус внимания мастеров кайсэки находился в сфере элегантной сервировки, и благодаря им в японской кулинарной традиции установился обычай внимательно выбирать посуду.
- Фрагмент свитка Ямай-но соси[фр.] XII века, хэйанская сервировка стола на подносе осики
- Копия эмакимоно XVI века Сюханрон эмаки[фр.], сервировка стола в период Муромати на столиках

## Период закрытости (1641—1868)
С 1639 года Япония была почти полностью отрезана от внешнего мира более чем на двести лет. Именно в этот период произошло окончательное становление «традиционной» японской кухни. В этот период Япония продолжала быть феодальной страной, и даймё продолжали управлять своими землями почти без контроля сёгуна. Рис также неизменно оставался основной платёжной единицей: даймё собирали налоги в коку (около 180 л), а затем продавали его торговцам. С одной стороны, это привело к увеличению посевных площадей, а с другой — к возрастающей эксплуатации крестьянства, и в этот период впервые в японской истории выращивавшие рис люди не всегда могли позволить себе его есть. Крестьяне замещали рис просом, бататом и овощами, тогда как в городах рис был доступен даже наиболее бедным слоям населения.
Самураи формально находились на вершине классовой лестницы, однако к XVIII веку торговое сословие сильно разбогатело и фактически сместило самураев с первых ролей. Торговцев не сдерживали ни эстетические идеалы самурайства, ни законы, запрещавшие крестьянству жить в малейшей роскоши, и законодателями мод в японской кулинарии, одежде, причёсках стали именно торговцы, члены их семей, актёры кабуки и юдзё. В 1750-х годах в Эдо, Хэйан-кё и Осаке появилось множество заведений общественного питания: ресторанов и палаток с фастфудом. Причина, по которой Осака стала одной из кулинарных столиц страны, включает в себя столичное положение в 645—655 годах и при Оде Нобунаге, а также более удобную и безопасную бухту, чем Токийский залив, куда стекались товары со всей Японии. Три этих города развили две основные кулинарные традиции Японии, западную (Киото и Осака) и восточную (Токио).
- Актёр в роли горожанина, поедающего бэнто на станции
- Эси-но соси[фр.], деталь. Тоса Мицуоки

### Деревенская кухня
После голода 1641—1642 годов сёгунат запретил продажу земли, опасаясь увеличения количества безземельных крестьян, неспособных платить налоги. Этот указ фактически закрепил крестьян, они больше не могли уезжать в города и переходить на другие наделы. Единственным разрешённым материалом для производства одежды оказывался хлопок, торговля за деньги на деревенских рынках запрещалась. Помимо этого:
- крестьянам запрещалось есть рис в качестве повседневной пищи,
- лапша, тофу, мандзю и другие продукты, для приготовления которых требовалось много зерновых, объявлялись предметами роскоши и запрещалась их продажа в деревнях,
- в деревнях запрещалась продажа и производство саке,
- крестьянам запрещалось посещать города с целью выпить,
- в деревнях запрещалось выращивать табак[116].

Выращенный крестьянами рис должен был почти полностью переправляться даймё, и во многих регионах крестьяне стали питаться катэмэси и хагатэ — смесью ячменя, проса и хиэ с добавлением корневища (в случае хагатэ — ботвы) дайкона и других овощей и мизерным количеством риса. При этом во многих провинциях рис оставался основой рациона, и сообщения о том, что по всей Японии крестьяне не могли есть тот самый рис, который выращивали, являются преувеличением.
Несмотря на запреты, культивация и продажа за деньги табака, рапса (из которого производили масло для ламп), чая, хлопка и овощей продолжалась, крестьяне продолжали продавать землю обходными путями и устремлялись в города при первой возможности. В деревнях, находившихся рядом с городами, тофу, лапшу, саке и другие запрещённые продукты можно было купить на рынках, а в удалённых поселениях покупали только саке, остальные продукты производили дома и употребляли на праздники.
- Пара наблюдает за посадкой риса. Корюсай
- Группа мужчин варит пищу на кострах. Хохи-гассэн
- Приготовление данго

### Горожане
В период Эдо самураи в основном проживали возле замков. Они получали довольствие рисом и другими продуктами, излишки которых продавали. Помимо этих продуктов в их рацион входили овощи и фрукты, которые выращивали на огородах рядом с домом, а также мисо и соевый соус, который производили дома.
По мере разрушения натуральной экономики самурайский класс нищал, и в XIX столетии многие из них были вынуждены искать подработку. Одновременно с этим самурайская этика требовала от них аскетизма.
В трёх крупнейших городах Японии всё население питалось чистым рисом, что привело к распространению бери-бери в XVIII столетии. Низшие классы эдосцев ели рис, мисосиру и маринованные овощи на завтрак, а на обед и ужин добавляли к этому же меню томлёные овощи или тофу, либо варёную или жареную на гриле рыбу. Для более состоятельных жителей крупных городов еда стала модным аксессуаром, люди стали стараться поесть сезонных продуктов как можно раньше, а в XVIII—XIX веках появились первые соревнования «кто больше съест».
- Район Токио Уэно, Тамагава Сютё[яп.], 1789—1804-е годы
- Простая пища горожан: рис, сардины, тофу, соления
- Тэмпура
- Японская семья за приёмом пищи, рисунок Алексея Вышеславцева

### Соевый соус и мисо
Прототип соевого соуса появился в Китае во II в. до н. э. — II в. н. э. и оттуда был привезён в Корею и Японию; первое письменное его упоминание в Японии находится в Кодексе Тайхо 701 года. Вместе с соусом в Кодексе упомянуты куки, хама-натто (яп. 浜納豆), мисо и хисио, смесь ферментированных соевых бобов, зерна и саке.
Основное применение мисо в XXI веке — приготовление мисосиру, супа из разведённой в бульоне даси пасты мисо с добавлением овощей и/или рыбы; большинство японцев едят его ежедневно. Первое упоминание мисосиру относится к X веку, однако в Средние века этот суп из-за дороговизны мисосиру ели намного реже, используя мисо как приправу во время приготовления блюд, или как соус для макания. С течением времени в регионах появились собственные разновидности, которые готовят из риса или сои, либо из их смеси.
- Приготовление мисо
- Светлое «сиромисо» из риса, красное «акамисо» — соевое, выдержанное, чёрное «авасэмисо» — смешанное

Соевый соус стали массово производить в Кансае в XVI веке, откуда его развозили по всей Японии. В конце XVII века производство появилось и в Канто, в современной префектуре Тиба. Кансайский соевый соус более слабый и прозрачный, а соус из Канто гуще и имеет более яркий вкус. За 200 лет соевый соус заместил мисо в качестве основной приправы во многих городах и прилегающих к ним деревнях, тогда как в отдалённых регионах его употребляли только на праздники вплоть до XX века: приготовление мисо легче, не оставляет отходов и даёт значительно больше продукта на килограмм сырья.
Распространение соевого соуса также привело к тому, что сырую рыбу перестали подавать политой соусами: теперь задачей повара было удачно сервировать кусочки рыбы на блюде, а добавление к рыбе приправ перелагалось на едящих. Также в это время появились современные разновидности нигири-дзуси с сырой рыбой, тэмпуры и тэрияки. В ресторанах в период Эдо возникло эстетическое требование сохранить естественный вкус блюд, который лишь подчёркивается соевым соусом, его выражает поговорка «лучший способ приготовить — не готовить».
- Сасими: сырая рыба без соусов
- Разные виды соевого соуса
- Фабрика по производству соевого соуса

### Рестораны, столовые и кафе
В Японии рестораны появились одновременно с Европой, в XVIII столетии. Как и в Европе, до XVIII века простой народ мог поесть лишь дома и на постоялом дворе либо в таверне, где подавали очень простую безыскусную пищу. Туристическая индустрия Японии процветала уже в XVIII веке, и многие копили по нескольку лет, чтобы посетить знаменитые достопримечательности или святые места. Существовало два типа таверн: китинъядо, где посетители готовили себе сами, и хатаго, где подавали готовую еду; в XVII веке с развитием внутреннего туризма хатаго превратились в «рёри-рёканы», где можно как отужинать, так и остановиться на несколько дней. Также туризм дал толчок культуре бэнто: путешественники заворачивали запас еды на день в коробки, а затем употребляли её в дороге. Этикет требовал привозить с собой подарки из путешествий, что подстегнуло появление множества местных деликатесных сувениров.
В отличие от Европы, где развитие индустрии общественного питания произошло из-за свержения монархии и увольнения придворных поваров, в Японии для этого буржуазная революция не потребовалась: торгово-ремесленный класс достаточно обогатился для того, чтобы иметь возможность массово питаться в заведениях. Первый ресторан Эдо открылся в 1657 году, там подавали знаменитое блюдо из Нары, нара-тямэси. В 1804 году в Эдо работало более 6000 заведений общественного питания, не считая тележек-ятаев.
По мере увеличения количества паломников в XVI веке возле известных храмов наряду с тележками, с которых продавали горячий фастфуд, стали появляться и постоянные «чайные дома» о-тяя, которым было законодательно запрещено как предоставлять ночлег, так и подавать сытный ужин, ввиду чего они ограничивались алкоголем и чаем с лёгкими закусками и десертами. Через сто лет о-тяя начали открываться и в городах. Их владельцы старались нанимать красивых официанток, которые бы привлекали клиентов, и через некоторое время в укиё-э появился отдельный жанр с изображениями «красавиц из о-тяя». По мере развития индустрии развлечений появились о-тяя, основной специализацией которых было предоставление места для развлечения гостей и свиданий (матиай-дзяя), времяпрепровождения посетителей сумо и театров и так далее.
Великий пожар в Эдо 1657 года, в котором сгорели 2/3 города, дал толчок для развития другого типа о-тяя. Восстановлением города занимались большие группы рабочих, которые собирались в ниури-дзяя, где подавали лёгкие горячие блюда и саке. Ниури-дзяя постепенно превратились в современные идзакая. Также после пожара в Эдо открылось множество столовых, где подавали собу.
Рестораны высокой кухни, рёри-дзяя (яп. 料理茶屋, «кухня-тяя»), стали открываться в Киото и Осаке с 1680-х годов. Гости там сидели на татами и наслаждались видом на японский сад, употребляя красиво поданные и вкусные блюда (в отличие от хондзэн-рёри, рёри-дзяя специализировались именно на вкусе блюд); простым рабочим и ремесленникам такие заведения были не по карману. Представители даймё, русуи, назначали в таких ресторанах совещания и встречи с торговцами и другими политиками; отсюда же идёт современная японская традиция проведения банкетов с партнёрами по бизнесу в ресторанах. Рёри-дзяя постепенно становились всё более доступны среднему классу, и к XIX веку там стали проводить поэтические чтения, выставки каллиграфии и живописи, а также собраний: известен случай, когда 900 пожарных Эдо собрались в двухэтажном ресторане для обсуждения спорного вопроса.
Большинство заведений ежедневно обслуживали простых горожан; там подавали собу, суши и тэмпуру, а также более дорогие блюда, такие как кабаяки из угря. Суши в относительно современном виде впервые появились в Осаке из нарэдзуси, когда торговцы стали использовать более свежие продукты и контролировать процесс ферментации, добавляя в варёный рис немного уксуса. В Токио свежая рыба была в достатке, однако добавлять в рис немного уксуса там не перестали; так появились современные нигиридзуси: небольшая порция риса с уксусом, на которой лежит сырая рыба.
Столовые соба-я (яп. 蕎麦屋) в Эдо стояли через каждые 120 метров, а в густонаселённых районах города в половине зданий находились столовые и рестораны. Такая высокая плотность объясняется не только величиной города, но и тем, что в Эдо было очень много одиноких мужчин: в 1710—1740-х годах на 10 мужчин приходилось менее 6 женщин. Там не было принято приносить с собой приготовленное дома бэнто, как в Киото, или бэнто, купленное в заведении, как в Осаке; токийцы ели почти исключительно в общепите.
- Рестораны в квартале Хакусан[яп.]
- Ресторан на станции Симоно-Сува, ок. 1835
- Токайдотю хидзакуригэ, близ Йоккаити, ок. 1840
- Современная порция нигиридзуси

### Книги
Многие эдосцы были грамотны, и в период Эдо в столице появилось множество кулинарных книг; до нас дошло более 120 печатных книг и более 240 рукописных. Первая современная кулинарная книга, Рёри-моногатари, включала не только рецепты, но и множество упоминаний блюд без рецептов, что позволяет заключить, что её аудиторией были повара. Впоследствии изданные кулинарные книги ориентировались на широкую публику, в отличие от более древних образцов вроде Тюдзи руйки (яп. 厨事類記), написанных для придворных поваров и включавших информацию по сервировке на банкетах. Также в это время стали выходить и книги, посвящённые еде и её влиянию на организм. Характерным образцом такой литературы является 12-томная энциклопедия Хонтё сёккан пера Хитоми Хицудаи (яп. 人見必大).
С развитием в городах ресторанной культуры появился и новый жанр кулинарных книг: «Весёлые рецепты», богато иллюстрированные и привлекавшие прежде всего литературной ценностью как книги для чтения. Примером такой книги может выступать изданная в Осаке Тофу хякутин: помимо рецептов там находились иллюстрации блюд, изображения ресторанов, о которых шла речь в тексте, цитаты из японской и китайской литературы, а также очерк истории тофу. Невероятная популярность Тофу хякутин привела к тому, что «Весёлые рецепты» стали отдельным жанром.
Также стали появляться путеводители и списки лучших ресторанов, что свидетельствует о том, что популярных заведений стало так много, что в них перестали ориентироваться. В 1848 году был опубликован Эдо сюхан тэбикикуса (яп. 江戸名物酒飯手引草), содержавший информацию о 594 лучших ресторанах, столовых с со́бой, суши и угрём.
- Натюрморт с рыбой, бататом и яйцом, Тэсай Хокуба[яп.]
- Тофу хякутин 1782 год
- Домбури и чайник с саке. Кикукава Эйдзан[англ.]
- Макидзуси, онигири, суп и мисочка для соевого соуса. Рюрюкё Синсай

## Современность (с 1850-х)
В 1853 году эскадра чёрных кораблей под командованием коммодора Перри вынудила Японию возобновить международную торговлю, чем окончила двухвековую изоляцию страны. Все торговые порты оказались под властью клана Токугава, помимо них бенефициарами в сложившейся ситуации оказались торговцы, тогда как простые самураи из других родов сильно обеднели. Это вызвало недовольство правлением сёгуна и в итоге вылилось в гражданскую войну Босин и реставрацию Мэйдзи: император впервые за много веков вернул себе власть в стране. Император Мэйдзи переехал из Киото в бывшую резиденцию сёгуна в Эдо, переименованном в Токио. Началась срочная модернизация страны по западному образцу. Учёные того времени были уверены, что японцам следует немедленно начать употреблять мясо и молоко, чтобы улучшить физические показатели населения. По аналогии с европейской кухней (яп. 洋食) появился термин васёку (яп. 和食, «японская кухня»). Разнообразие домашней кухни многократно возросло; японские семьи стали принимать пищу вместе за небольшим столиком.
Сам император показал народу личный пример, отведав мяса 1872 году, по случаю чего были выпущены новостные материалы. На всех дипломатических приёмах, а затем и при дворе стали подавать блюда европейской кухни. В 1867 была выпущена первая книга, содержавшая рецепты западной кухни, «Европейская одежда, еда и жильё» (яп. 西洋衣食住) Фукудзавы Юкити. Присланный ко двору дипломат Оттмар фон Моль распорядился обучить слуг европейской кухни и нанял для этого бельгийского повара. При этом важно учитывать, что эти нововведения затрагивали не только непосредственно новые ингредиенты блюд: они требовали использования новых столовых приборов и непривычной мебели, а также (в случае двора) — и новой одежды.
В XIX столетии в дорогих японских ресторанах стала доминировать кухня кайсэки, а в XX её основные принципы распространились на всю японскую кухню: смена блюд, внимание к их температуре, сезонность и внимательность к тем, кто будет принимать пищу, при том, что блюда не старались сделать роскошными или добавить в них дорогие ингредиенты. Постепенно эти принципы стали восприниматься как что-то специфически и неотъемлемо японское. В ресторанах кайсэки слегка изменилась: чтобы удерживать внимание клиентов до самого конца, рис в них стали подавать последним. Выделились «чайная кайсэки» (яп. 懐石) и «банкетная кайсэки» (яп. 会席), записываемые одними и теми же иероглифами с одинаковым чтением; «чайная кайсэки» оставалась связана с чайной церемонией, а «банкетная» разновидность развивалась в дорогих ресторанах. Последний толчок развитию «чайной» кайсэки дали повара Росандзин и Тэйити Юки.
Несмотря на обилие мясных блюд в кухнях Кореи и Китая, кулинарные техники этих стран не сыскали популярности в стремительно модернизировавшейся Японии: престиж Китая померк после поражений в опиумных войнах, а корейскую культуру в Японии презирали. Китайские и корейские рестораны стали открываться в Японии лишь после Первой и Второй мировой войны, соответственно. Основная масса новых мясных блюд готовилась по европейским рецептам, хотя появились и рецепты, предполагавшие японские кулинарные техники, такие как гюнабэ. Гюнабэ — блюдо из говядины, которое готовили аналогично дичи: тушили с мисо или соевым соусом.
Япония последовательно захватила Курильские острова, Тайвань, Сахалин, Корею, Микронезию и часть Китая, что стимулировало её экономику. В период Тайсё городах крупнейшей экономической силой стали сарариманы, «белые воротнички», носившие европейскую одежду на выход и любившие европейскую кухню, регулярно посещавшие кофейни. Этот подъём сменился спадом по мере усиления японской императорской армии, последовательно наращивавшей агрессию, и привёл к началу сперва Японско-Китайской войны в 1937 году, а затем и вступления Японии во Вторую мировую войну. В военное время распределение продовольствия регулировалось государством, однако к концу войны пищи стало не хватать, а урожаи риса вернулись к довоенным показателям лишь к середине 1950-х.
В 1960-х японская кухня изменилась в качественном отношении: всё чаще к рису и мисосиру добавлялась рыба или мясо, увеличилось использование специй, животных жиров, а хлеб начал вытеснять рис, так что его употребление начало постоянно снижаться с 1962 года. Во второй половине XX века в Японии стали значительно чаще есть свежие фрукты, до того употреблявшиеся редко и в основном сушёными. Появилось множество полуфабрикатов и готовых блюд, таких как лапша быстрого приготовления, открылось огромное количество новых ресторанов. Современная японская кухня характеризуется соединением множества культур.
- Рыбный рынок Иокогамы в 1877 году
- Официантка с красным подносом, Хасигути Гоё, период Тайсё
- Гюнабэ
- Хлеб из токийской булочной
- Мисо-рамэн быстрого приготовления

### Употребление мяса
Хотя есть мясо зверей в Японии никогда не запрещалось полностью, оно было редкостью на японских столах. К концу периода торгового затворничества религиозные запреты на повседневное употребление мяса ослабли, и в Эдо открылась мясная лавка (вместе с тем, её существование вызывало в националистически настроенных гражданах бурный протест). Сопротивление поеданию мяса присутствовало до конца XIX века.
Самым популярным видом мяса в Японии конца XIX века была говядина, которую любил и ел, несмотря на запрет, даймё Хиконэ. После падения сёгуната постепенно стали открываться рестораны, где подавали мясо: в 1854 году таких мест было два на всю Осаку, и посещали их лишь парии и студенты, изучавшие нидерландскую культуру. Крестьяне не желали забивать коров на съедение и отказывались продавать их на мясо, так как коровы считались членами семьи, и после смерти их хоронили. В 1868 году в Токио съели всего 1,5 коровы, а в 1873 — 20; в конце 1870-х годов говядину подавали уже в нескольких сотнях токийских ресторанов.
Европейское население Японии быстро увеличивалось: в 1860-х там проживало несколько сотен иностранцев, а к 1890-м их стало уже 5000; основная их часть проживала в Иокогаме и Кобе, меньше — в Хакодате и Нагасаки. Большинство иностранцев были британскими подданными, не желавшими адаптироваться к местной жизни даже в мелочах. Растущий запрос на говядину у европейского населения Иокогамы разрешился с заключением сделки со скотоводами Оми: несколько десятков живых коров погружали на корабль в Кобе и забивали в порту Иокогамы. Мясо коров из Кобе широко прославилось и продолжает считаться деликатесом. Японское правительство попыталось монополизировать мясное скотоводство, однако нанятые в компанию Гюба (яп. 牛馬会社) бывшие самураи вели дела настолько плохо, что она закрылась, проработав всего год. Японские интеллектуалы, такие как Фукудзава Юкити, отдавали много сил пропаганде мясоедения, считая что именно оно ответственно за «более совершенное» строение европейских тел с точки зрения социального дарвинизма (аналогичные воззрения имели и европейцы того времени).
С распространением привычки к мясу также помогла армия. В 1872 году Япония ввела обязательный призыв на трёхлетнюю службу для мужчин, где многие впервые пробовали экзотические европейские кушанья: мясо и пиво. Мясом насильно кормили солдат, получивших ранения в войне Босин, а затем стали подавать его солдатам и в обычных условиях. Причина этой настойчивости состоит в бери-бери, поражавшей до 12 % солдат; витамины тогда были неизвестны, и флотский врач Такаки Канэхиро списал причину бери-бери на низкое содержание белка в армейском рационе. В 1910-х годах солдат в среднем съедал около 13 кг говядины в год, тогда как для гражданских среднегодовое потребление составляло всего 1 кг в год; рыбы солдатам также полагалось намного больше, чем ели гражданские.
Помимо этого, важную роль сыграли рестораны, где подавали гюнабэ — предшественника сукияки. Первый такой ресторан открылся в 1865 году, а в 1877 году их было уже 558. С увеличением престижа европейской культуры всё больше простых японцев пробовали говядину (европейский ингредиент), политую привычными соевым соусом и мисо. В литературных произведениях употребление мяса стало признаком современного городского человека, а отказ от мяса по религиозным соображениям — чертой реакционеров-ультранационалистов. В деревнях при этом мясо до XX века готовили в отдельной посуде, аналогично требованиям кашрута.
К 1920-м годам кушанье из говядины «гюнабэ» превратилось в рагу «сукияки», которое стало национальным японским блюдом. В отличие от токийского гюнабэ оно включало несколько видов овощей, грибы и яйцо: сырые ингредиенты требовалось сперва сварить в горшочке с бульоном, затем окунуть во взбитое яйцо, а после этого съесть.
Другие виды мяса были значительно менее распространены. Свинину считали дешёвым заменителем говядины, её употребление увеличилось во время Японо-Китайской и Русско-Японской войн в виде котлет и в составе китайских блюд. Баранину и утятину в Японии избегали, козлятину употребляли лишь на Окинаве, конину ели в Нагано и Кумамото. В 1934 году ежедневное употребление мяса составляло 6,1 граммов на человека, из них 2,2 грамма говядины и 1,9 граммов свинины.
- Трапеза европейцев в Иокогаме
- Говядина «кобе», поданная в одноимённом городе
- Сукияки на огне
- Сваренная говядина для сукияки, лежащая в яйце

### Молоко и молочные продукты
Первый молочный магазин открылся в 1863 году в Иокогаме для голландцев. Компания Гюба распространяла пропагандистские тексты о лечебных свойствах молока как панацеи от всех болезней, и в 1870-х годах его стали продавать в провинциальных городах. До 1900-х годов молоко разливали в тару покупателя из вёдер, с популяризацией пастеризации его начали продавать преимущественно в бутылках. С 1950-х японцы стали пить молоко каждый день.
Помимо питьевого молока производилось также сгущённое и порошковое, из молока готовили мороженое; другие молочные продукты в Японии продавались с трудом. Вкус кисломолочных продуктов казался японцам ужасным, а запах сливочного масла ещё в начале периода Мэйдзи называли отвратительным. Сливочное масло начали массово производить лишь в 1970-х. Относительную популярность набрал также йогурт. Из сыров в Японии и в XXI столетии предпочитают плавленые, вкус натуральных сыров считается слишком сильным.
- Питьевое молоко
- Японское мягкое мороженое
- Йогурт в рационе японской больницы

### Иностранные продукты
Японская кулинарная традиция держалась в стороне от новых продуктов и кулинарных техник. До 1870-х годов единственное исключение составляли заведения Нагасаки, ориентированные на нидерландских торговцев, где подавали «японско-китайскую кухню» сиппоку-рёри. Европейское влияние распространилось только на элитарные «рестораны западной кухни» (яп. 洋食屋 ё:сёкуя). Среди первых подобных заведений были заведение Кусано Дзёкити Дзиютэй (яп. 自由亭) 1863 года и ресторан при отеле Фудзия, открывшийся в 1878 году в Хаконе.
К 1890-м годам набралось достаточное количество поваров, умевших готовить западные блюда, и ёсёкуя стали доступны среднему классу. Блюда в них адаптировали под японский вкус, подавали с рисом вместо хлеба, обильно поливали вустерским соусом, который считали европейским аналогом соевого, а вместо тушения и сотирования использовали обжарку во фритюре, знакомую японцам по тэмпуре. Основной кухней в дипломатических кругах была французская, но эти новые рестораны подавали преимущественно английские и американские блюда: жареную рыбу, ростбиф, запечённую курицу, телячьи медальоны, карри, крокеты, рагу с говядиной, прозрачные супы и омлет, к которым подавали варёный рис. Хотя при приготовлении японских кушаний использовали множество различных овощей, среди них не было столь популярных в западной кухне картофеля и лука, которые первоначально приходилось ввозить из Мумбаи и Америки. Постепенно крестьяне, проживавшие вблизи городов, стали сажать лук, капусту, морковь, свёклу, сельдерей и картофель, а также спаржу и цветную капусту.
Популярными блюдами стали японское карри, тонкацу, обжаренный с кусочками курицы рис, крокеты, омлет, стейки, рыба и креветки в панировке. Карри пришло в Японию через британское посредничество вместе с миссионерами и поэтому считается в Японии европейской едой, его едят ложкой. Порошок карри смешивают с ру или просто загущают мукой, добавляют к варёному мясу и овощам и подают с рисом. Популярность карри в Японии настолько велика, что оно не только стало национальным блюдом, но и подняло уровень употребления куркумы до второго в мире (после Индии). Привезённый британцами газированный лимонад также пришёлся японцам по вкусу, и наиболее популярные марки, такие как рамунэ и мицуя-сайда, непрерывно производятся с 1872 и 1884 года, соответственно.
В 1871 году в Японии открылась первая фабрика, производившая консервы, а именно сардины в масле; вскоре за ней последовали экспериментальные компании, консервировавшие персики и помидоры. Министерство внутренних дел открыло несколько заводов на Хоккайдо, где консервировали лосось и дичь, считая, что развитое консервное производство — важный признак развитости страны, наряду с наличием железнодорожного сообщения, однако в Японии консервы не снискали популярности из-за дороговизны. После Сацумского восстания вооружённые силы Японии начали наращивать потребление консервированной говядины и галет. Флот при этом в течение XX века постепенно вернулся к классической диете, в основе которой лежали рис и соевый соус, тогда как снабжение армии продолжало полагаться на смесь западной и китайской кухни, дававшей больше калорий на единицу веса. Иностранная кухня также помогала сгладить региональные вкусовые привычки в японских блюдах.
Китайская кухня стала распространяться в Японии в 1919-е годы, и в 1923 году в Токио работали 1000 китайских и 5000 европейских ресторанов. Повара в них также подгоняли китайские рецепты под японский вкус: уличные торговцы называли китайский суп с лапшой «китайская соба» (яп. 志奈蕎麦 сина-соба), в него начали добавлять придуманную в Японии пшеничную лапшу, японские соусы и гарниры и наливать его в миски от домбури; так появился рамэн. Рамэн также стал одним из японских национальных блюд. Аналогично сообщениям об употреблении императором мяса в XIX веке в 1930-х распространились сообщения о том, что на императорский стол подают блюда китайской кухни; это позволяло укрепить империалистское видение Японии как «собирательницы земель».
«Западные» блюда стали подавать в городских заведениях общественного питания и многие горожане с ними были хорошо знакомы, однако ещё в 1930-х годах половина населения страны занималась обработкой земли и употребляла в основном ту же пищу, что и крестьяне периода Эдо: катэмэси и хагатэ.
- Японское карри
- Тонкацу
- Рамэн из Аомори

### Великое землетрясение Канто и войны
В 1923 году Великое землетрясение Канто уничтожило 2/3 построек Токио и убило 100 тысяч человек. Облик города изменился, старую деревянную архитектуру заменили новые здания; в жилые здания провели газ и водопровод. Традиционные кухни, в которых готовящие еду люди обычно сидели, заменили современные кухни, где нужно было стоять. Индивидуальные столики для приёма пищи заменил общий стол на коротких ножках тябудай, а расширенная семья уступила место нуклеарной. Государственная пропаганда распространяла новую для Японии идею о том, что совместное принятие пищи за одним столом укрепляет семейные узы; ранее в семьях высокого достатка члены семьи ели раздельно. Столики-тябудай были взяты из мебели сиппоку-рёри.
Веками домашняя японская кухня оставалась крайне бедной на рецепты и малопитательной, даже в богатых домах. В период Мэйдзи началось массовое обучение девочек и женщин приготовлению пищи на курсах, в школах, на радио и в газетах; в них обычно включали как традиционные, так и новые блюда. Издательства предлагали читательницам участвовать в конкурсах рецептов и присылать свои кулинарные находки в редакцию кулинарных книг; призывы разнообразить стол встречаются в журналах с 1904 года. При этом в начальных школах приготовление пищи заменило шитьё в качестве главного предмета на уроках домоводства только в 1940-х. Новый буржуазный гендерный порядок, заданный Гражданским кодексом 1898 года, требовал, чтобы все японки брали на себя роль домохозяйки; к 1970-м «хорошая жена, мудрая мать» (яп. 良妻賢母) стала универсальным шаблоном для подавляющего большинства японок. Этот идеал во многом опирался на викторианский романтический образ дома среднего класса, который также дал почву для японского неологизма «катэй» (яп. 家庭), созданного как синоним английского понятия home, а также редко используемого до 1880-х годов понятия «домохозяйка» (яп. 主婦).
Механизация и развитие железнодорожной сети в начале XX века привели к тому, что в конце периода Мэйдзи и весь период Тайсё муку, сахар, пиво, саке, соевый соус, западные сладости и газированные напитки стали производить огромными партиями и распространять по всей стране. Это позволило появиться знаменитым региональным товарам, ориентированным на внутренний экспорт: прославились саке из Нады и Фусими, соевый соус из Ноды и Тёси. Среди населения стало популярно посещать кофейни, пивные и кафе с молочными напитками и десертами, пить тайваньский чёрный чай с сахаром дома. В этот период в крупных городах открылось множество универсальных магазинов, в которых обязательно были и заведения общественного питания: почти в каждом находилось не менее двух ресторанов и как минимум одно кафе. Также рестораны открывались и на строившихся железнодорожных вокзалах, причём подавали там в основном западную кухню, в отличие от продававшихся у частных предпринимателей «вокзальных бэнто».
В 1931 году японские военные подстроили Мукденский инцидент и в следующем году начали интервенцию в Маньчжурию. Страна перешла на военное положение, в связи с чем наслаждение едой стало считаться аморальным. С 1937 года и до конца войны официально пропагандировалось употребление «бэнто восходящего солнца», состоящего из коробки белого риса и единственной маринованной сливы умэбоси; он одновременно обладал неадекватно низкой пищевой ценностью и был очень дорог (цены на белый рис взлетели в 1941 году). После 1941 года в Японии начались перебои с продуктами, все рестораны закрылись, многие горожане были вынуждены выращивать батат на придомовых участках и пустырях. Японское правительство рекламировало армейские пшеничные галеты как дешёвую и питательную замену рису, которая также не требовала использования выдаваемых по карточкам спичек и топлива. Потребление пшеничной муки и картофеля в Японии начало расти именно с военных лет. Одновременно с этим в этот период благосостояние японских крестьян беспрецедентно улучшилось благодаря инициативам военного правительства.
- Столик «тябудай» в фильме «Еда»[англ.]
- Комната в стиле 1960-х годов
- Бэнто восходящего солнца

### Послевоенные годы
Война стёрла региональные и классовые отличия в рационах японцев. После капитуляции в 1945 году оккупационные войска США во избежание продовольственного кризиса ввозили в Японию производившиеся в избытке пшеничную муку и сухое молоко, которые раздавали детям в виде хлеба и молочного напитка; постепенно хлеб и молоко стали воспринимать как классический завтрак. Американская пшеничная мука легко вошла в японскую кухню послевоенных лет, в стране распространились американские рецепты. Американская администрация поощряла увеличение посадок риса, и в 1955 году был достигнут довоенный уровень урожая. Вернувшиеся из колоний солдаты привезли в Японию новые блюда, такие как гёдза из Маньчжурии.
С конца 1950-х благосостояние населения снова достигло относительно высокого уровня, однако японцы не вернулись к традиционным диетическим привычкам, сформировав новые. Основную массу продуктов (кроме риса) Япония стала ввозить из-за рубежа, употребление риса постоянно снижается. Винить в этом один лишь хлеб необоснованно: в начале 1990-х его ело всего 30 % населения, причём исключительно на завтрак. Увеличилось количество «гарниров», которые раньше лишь разнообразили рис, а сейчас составляют основу диеты. Сами приёмы пищи стали дольше: исторически считалось неправильным засиживаться за столом, нужно было как можно быстрее съесть свою порцию и приступить к делам, но с 1960-х простые блюда сменились более гурманскими, и среднее время за едой выросло. С 1960-х всё чаще обычные японские семьи едят вне дома, а японки, рождённые после 1960-х, предпочитают готовить полуфабрикаты или покупать продукты, готовые к употреблению. Большой популярностью пользуются сетевые рестораны вроде McDonald’s и KFC.
Первые корейские рестораны Японии были очень дороги и ориентировались прежде всего на дипломатических работников, а также на корейских и японских интеллектуалов. К 1939 году в Японии жил почти миллион корейцев, а к 1943 их число выросло в пять раз; после поражения во Второй мировой войне в бывшей метрополии осталось около 600 000 корейцев. При этом широкой японской публике корейская кухня оставалась совершенно неизвестна, и лишь послевоенный голод заставил их пробовать «нечистые» блюда из субпродуктов, на которые не распространялись ограничения карточной системы. Постепенно корейские рестораны перепрофилировались на мясо на гриле — якинику — вместе с которым подавали кимчхи. Несмотря на необычный вкус, кимчхи завоевал огромную популярность на японском рынке в 1990-е и стал самым популярным видом солёных и/или маринованных овощей; на это повлиял рост популярности «этнической» еды и фокус на «здоровом питании», в том числе таких продуктах как острый перец и чеснок, а также потепление отношений между Японией и Кореей.
Увеличение употребления мяса не означает, что рыбу стали есть меньше: в 2000-х годах Японии ели намного больше рыбы, чем в довоенные годы. Западные продукты обогатили японскую диету, которая всё ещё во многом опирается на многовековые традиции. Точка зрения, что приём пищи должен состоять из зерновой основы (риса или хлеба) и небольших закусок, продолжает превалировать в XXI веке. В 1991 году самой популярной кулинарной передачей Японии, «Еда на сегодня» (яп. 今日の料理), были определены самые популярные дополнения к рису: никудзяга, тирасидзуси, варёные с сахаром чёрные бобы, умэбоси, мапо-доуфу, карри, курица с овощами, мисосиру с вакамэ, гёдза и рубленый бифштекс.
Рис и хлеб не едят вместе, и таким образом закуски можно разделить на совместимые с рисом и совместимые с хлебом; в первую группу входят японские, западные и китайские, во вторую — только западные. К хлебу подают ветчину, яйца, сыр, масло, джем, молоко, кофе, чёрный чай и сок, но никогда — зелёный чай. Хлеб и западные продукты и блюда, таким образом, остаются чётко отделены. К рису же подают зелёный чай и любые сочетания китайской, западной и японской кухни, например, сырую рыбу, омлет и стир-фрай из овощей. Китайские закуски не могут быть единственным видом на домашнем столе, к ним обязательно подают ещё что-то японское или западное. Корейские блюда, такие как якинику и кимчхи, эквивалентны в этом отношении китайским. При употреблении саке и пива они уподобляются рису, аналогичная судьба, по-видимому, ждёт и наиболее популярные вина. Вместе с этим, с 1970-х годов в Японии растёт ностальгия по «сельскому» идеалу жизни, которая выражается в том числе в популяризации продуктов, воспринимающихся как «местные», таких как «киотоские овощи», а также в подъёме «органического» земледелия.
Согласно исследованию Министерства сельского хозяйства, в 2021 году основным компонентом приёмов пищи у японцев был рис (41,1 %), менее популярны хлеб (18,7 %) и лапша (14,1 %); при этом хлеб более популярен на завтрак, на обед 36,7 % ели рис, 28,6 % — лапшу, 17,1 % — хлеб, а ужин у 70,5 % содержал рис.
В опросе NHK 1981 года о любимом блюде были получены следующие результаты:
1. суши
2. сашими
3. сукияки
4. цукэмоно
5. удон
6. тяван-муси
7. тэмпура
8. овощной салат
9. якинику
10. рамэн
11. эби-фурай[англ.] — жареные в панировке креветки
12. рыба на гриле
13. одэн
14. стир-фрай из овощей в китайском стиле
15. хияякко[англ.] — охлаждённый тофу
16. японское карри
17. стейк
18. соба
19. суномоно — овощи в уксусе
20. якисоба.

## Японская кухня за границей
Блюда японской кухни доступны во всех странах первого мира, причём во многих странах японская кухня присутствует на всех уровнях, от дешёвых забегаловок до дорогих ресторанов высокой кухни и точек «здорового питания». Бурное распространение и пропагандирование кухни началось в колониальный период японской истории вместе с несколькими миллионами японцев, живших за границей. Бум японской кулинарии в США начался с принятия её молодёжной культурой 1960-х, после чего Япония стала одной из мировых держав, и в 1970—1990-х годах суши сравнялись в популярности с пиццей и буррито, проторив дорогу для тэппанъяки, окономияки, сукияки и других блюд.
Демократизация японской кухни за границей произошла как благодаря появлению суши-конвейеров, так и благодаря тому, что посетители не требовали от заведений аутентичности и найма японских поваров. Клиенты обычно не знают, какие блюда появились в Японии, а какие — за границей; главное, чтобы они попадали в образ современной Японии. Желая сделать экзотическую кухню доступнее, повара стали экспериментировать с рецептами, что привело к появлению адаптированных разновидностей японских блюд вроде роллов «Калифорния» и нигири со спаржей.
- Ролл «Калифорния»
- Суши-ресторан в Новосибирске
- Куриный домбури в Хавеа
- Суши-конвейер YO! Sushi[англ.] в Сохо